# Eparchia di Vladikavkaz

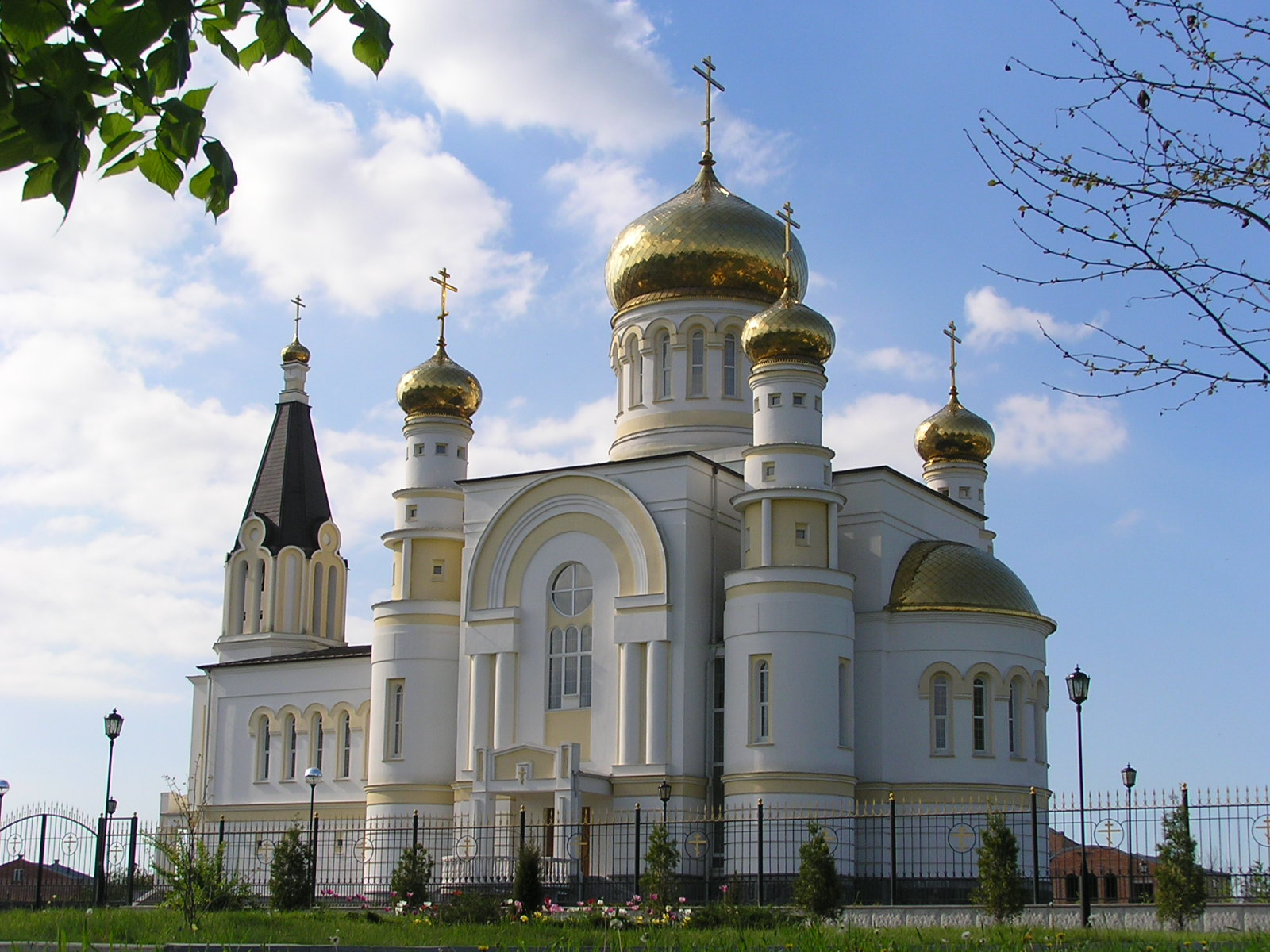
La cattedrale di San Giorgio di Vladikavkaz.

L'eparchia di Vladikavkaz (in russo Владикавказская епархия?) è una diocesi della Chiesa ortodossa russa.

## Territorio
L'eparchia comprende la repubblica dell'Ossezia Settentrionale-Alania nel circondario federale del Caucaso Settentrionale.
Sede eparchiale è la città di Vladikavkaz, dove si trova la cattedrale di San Giorgio.
L'eparca ha il titolo ufficiale di «eparca di Vladikavkaz e Alania».

## Storia
L'eparchia è stata eretta nel 1885 come parte dell'esarcato georgiano della Chiesa ortodossa russa. Il 10 settembre 1894 l'eparchia fu sottratta alla giurisdizione dell'esarca di Georgia, e sottomessa direttamente all'autorità del patriarca di Mosca. Nel 1922 l'eparchia cessò ogni sua attività e di fatto fu soppressa.
L'eparchia è stata restaurata dal Santo Sinodo della Chiesa ortodossa russa il 22 marzo 2011, ricavandone il territorio dall'eparchia di Stavropol' e dall'eparchia di Baku.
Il 26 dicembre 2012 ha ceduto una porzione di territorio a vantaggio dell'erezione dell'eparchia di Machačkala.